# رون براند
رون براند (بالإنجليزية: Ron Brand)‏ هو لاعب كرة قاعدة أمريكي، ولد في 13 يناير 1940 في لوس أنجلوس في الولايات المتحدة.

## وصلات خارجية
- رون براند على موقع دوري كرة القاعدة الرئيسي (الإنجليزية)
- رون براند على موقعبيزبول رفرنس.كوم (الدوري الرئيسي) (الإنجليزية)
- رون براند على موقعبيزبول رفرنس.كوم (الدوري الثانوي) (الإنجليزية)
- رون براند على موقع إي إس بي إن.كوم (أم.أل.بي) (الإنجليزية)
- رون براند على موقع مشجعي الرسوم البيانية (الإنجليزية)